# Liste der Stolpersteine in Neratovice

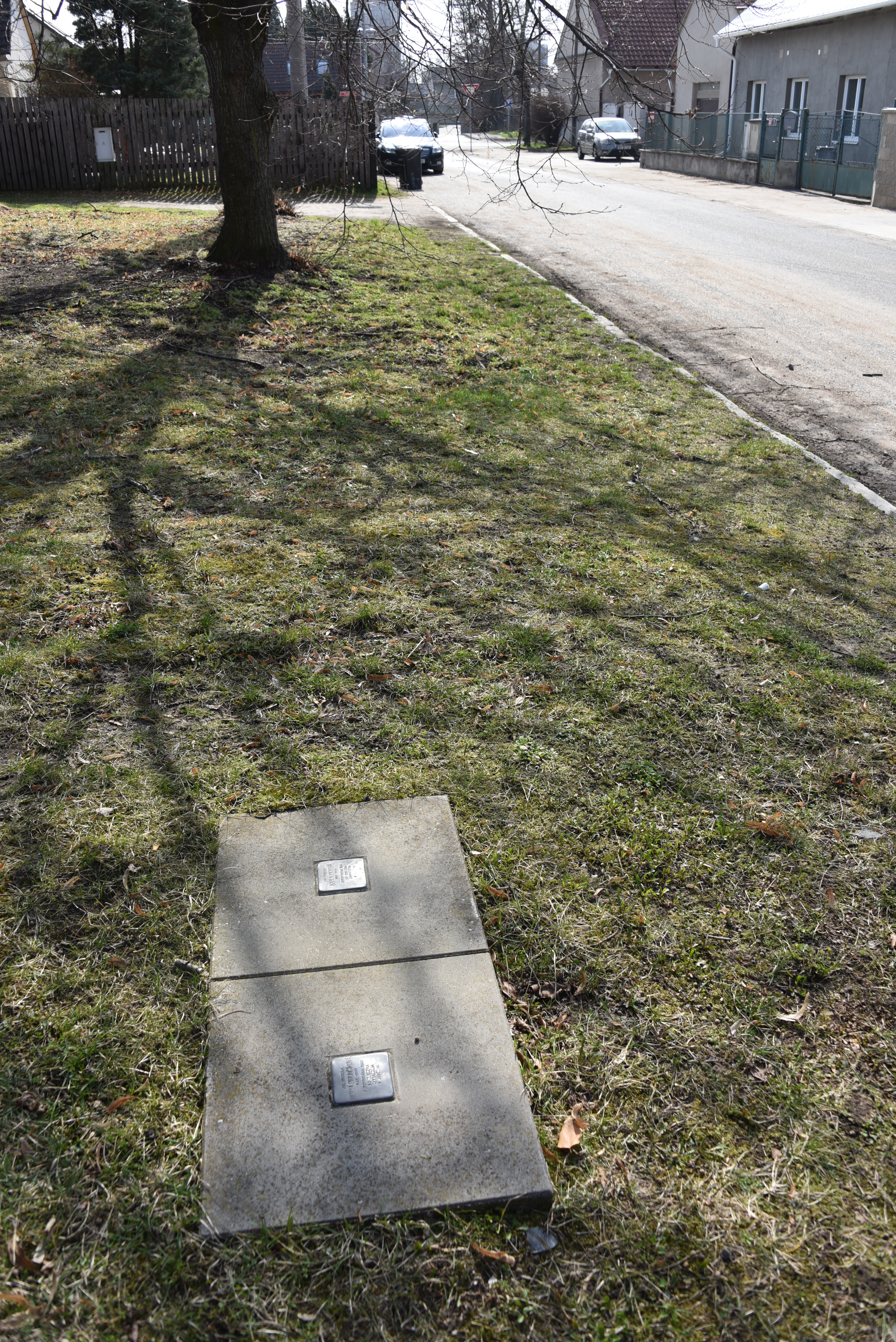
Stolpersteine für Berta Pirunčíková und Karla Picková

Die Liste der Stolpersteine in Neratovice enthält eine Aufstellung der Stolpersteine in der Stadt Neratovice im Středočeský kraj in Tschechien. Stolpersteine erinnern an das Schicksal der Menschen, die von den Nationalsozialisten ermordet, deportiert, vertrieben oder in den Suizid getrieben wurden. Die Stolpersteine wurden von Gunter Demnig konzipiert und werden im Regelfall auch von ihm selbst verlegt.
Das tschechische Stolpersteinprojekt Stolpersteine.cz wurde 2008 durch die Česká unie židovské mládeže (Tschechische Union jüdischer Jugend) ins Leben gerufen. Die Verlegungen in Neratovice erfolgten im Jahr 2010. Im Regelfall liegen die Stolpersteine vor dem letzten selbstgewählten Wohnort des Opfers. Die Stolpersteine werden auf Tschechisch stolpersteine genannt, alternativ auch kameny zmizelých (Steine der Verschwundenen).
Die Tabellen sind teilweise sortierbar; die Grundsortierung erfolgt alphabetisch nach dem Familiennamen.
| Stolperstein | Inschrift | Standort                         | Name, Leben |
| ------------ | --- | -------------------------------- | --- |
|              | HIER WOHNTE ADOLF HELLER GEB. 1919 DEPORTIERT 1943 NACH THERESIENSTADT ERMORDET IN AUSCHWITZ                    | Masarykova 559 früher 600        | Adolf Heller wurde am 16. Februar 1919 geboren. Er war Ingenieur. Er wurde am 13. Januar 1943 mit dem Transport Cl von Mladá Boleslav in das Ghetto Theresienstadt deportiert (seine Gefangenennummer auf dem Transport war die 294). Am 20. Januar 1943 wurde er mit dem Transport Cq (seine Nummer auf dem Transport war die 1088) in das KZ Auschwitz-Birkenau deportiert. Adolf Heller wurde in Auschwitz ermordet. |
|              | HIER WOHNTE ARNOŠT HELLER GEB. 1880 DEPORTIERT 1943 NACH THERESIENSTADT ERMORDET IN AUSCHWITZ                   | Masarykova 559 früher 600        | Arnošt Heller (dt. Ernst Heller) wurde am 19. Februar 1880 geboren. Er war verheiratet mit Emilie, geborene Aron. Ihr Sohn war Otto Heller (geb. 28. April 1911). Arnošt wurde am 13. Januar 1943 zusammen mit seiner Familie und drei weiteren Hellers mit dem Transport Cl von Mladá Boleslav ins Ghetto Theresienstadt deportiert (seine Gefangenennummer auf dem Transport war die 292). Am 20. Januar 1943 wurde er mit dem Transport Cq (seine Nummer auf dem Transport war die 1071) in das KZ Auschwitz-Birkenau deportiert. Arnošt Heller wurde in Auschwitz ermordet. |
|              | HIER WOHNTE LUDVÍK HELLER GEB. 1910 DEPORTIERT 1943 NACH THERESIENSTADT ERMORDET IN AUSCHWITZ                   | Masarykova 559 früher 600        | Ludvík Heller wurde am 9. März 1910 geboren. Er wurde am 13. Januar 1943 mit dem Transport Cl von Mladá Boleslav ins Ghetto Theresienstadt deportiert (seine Gefangenennummer auf dem Transport war die 295). Am 20. Januar 1943 wurde er mit dem Transport Cq (seine Nummer auf dem Transport war die 1089) in das KZ Auschwitz-Birkenau deportiert. Ludvík Heller wurde in Auschwitz ermordet. |
|              | HIER WOHNTE OTTO HELLER GEB. 1911 DEPORTIERT 1943 NACH THERESIENSTADT ERMORDET IN AUSCHWITZ                     | Masarykova 559 früher 600        | Otto Heller wurde am 28. April 1911 geboren. Seine Eltern waren Arnošt Heller und Emilie Hellerová, geborene Aron. Er wurde am 13. Januar 1943 zusammen mit seinen Eltern mit dem Transport Cl von Mladá Boleslav ins Ghetto Theresienstadt deportiert (seine Gefangenennummer auf dem Transport war die 296). Am 20. Januar 1943 wurde er mit dem Transport Cq (seine Nummer auf dem Transport war die 1090) in das KZ Auschwitz-Birkenau deportiert. Otto Heller wurde am 8. Februar 1943 in Auschwitz ermordet. |
|              | HIER WOHNTE ALŽBĚTA HELLEROVÁ GEB. 1893 DEPORTIERT 1943 NACH THERESIENSTADT ERMORDET IN AUSCHWITZ               | Masarykova 559 früher 600        | Alžběta Hellerová (Elizabeta Hellerova) wurde am 10. Februar 1893 geboren. Sie wurde am 13. Januar 1943 zusammen mit vier weiteren männlichen Familienmitgliedern mit dem Transport Cl von Mladá Boleslav ins Ghetto Theresienstadt deportiert (ihre Gefangenennummer auf dem Transport war die 293). Am 20. Januar 1943 wurde sie mit dem Transport Cq (ihre Nummer auf dem Transport war die 1072) in das KZ Auschwitz-Birkenau deportiert. Alžběta Hellerová wurde in Auschwitz ermordet. |
|              | HIER WOHNTE DR. MED. BEDŘICH KLEMPERER GEB. 1900 DEPORTIERT 1944 NACH THERESIENSTADT ERMORDET 1944 IN AUSCHWITZ | Nádražní 80                      | Dr. Bedřich Klemperer (dt. Friedrich/Fritz Klemperer) wurde am 12. Mai 1900 in Prag geboren. Seine Eltern waren Isidor Klemperer und Louise, geborene Kohn. Er war Mediziner und verheiratet mit Friedericke, geborene Grünhut. Das Paar hatte zwei Kinder: den Sohn Peter (Pinkas) und die Tochter Helene. Friedericke verstarb bereits 1931. Am 8. September 1944 wurde er mit dem Transport č von Prag ins Ghetto Theresienstadt deportiert (seine Gefangenennummer auf dem Transport war die 3). Von hier wurde er am 28. September 1944 mit dem Transport Ek in das KZ Auschwitz-Birkenau deportiert (seine Nummer auf diesem Transport war die 341). Bedřich Klemperer wurde hier sofort in einer Gaskammer ermordet. Sein Sohn Peter-Pinkas überlebte den Holocaust. |
|              | HIER WOHNTE GUSTAV NEUMANN GEB. 1883 DEPORTIERT 1943 NACH THERESIENSTADT ERMORDET IN AUSCHWITZ                  | Nádražní 80                      | Gustav Neumann wurde am 19. August 1883 in Neratovice-Mlékojedy geboren. Seine Eltern waren Eduard Neumann und Maria, geborene Grab. Er war verheiratet mit Olga, geborene Neumann. Er wurde am 13. Januar 1943 zusammen mit seiner Frau mit dem Transport Cl von Mladá Boleslav ins Ghetto Theresienstadt deportiert (seine Gefangenennummer auf diesem Transport war die 251). Am 20. Januar wurde er, wiederum mit seiner Frau, mit dem Transport Cq, Zug DA 101 in das KZ Auschwitz-Birkenau deportiert (seine Nummer auf dem Transport war die 679) und dort ermordet. |
|              | HIER WOHNTE OLGA NEUMANNOVÁ GEB. 1888 DEPORTIERT 1943 NACH THERESIENSTADT ERMORDET IN AUSCHWITZ                 | Nádražní 80                      | Olga Neumannová, geb. Neumann, wurde am 15. Mai 1888 in Lysá nad Labem-Litol geboren. Ihre Eltern waren Gustav Neumann und Emilie, geborene Reiner. Sie war verheiratet mit Gustav Neumann. Sie wurde am 13. Januar 1943 zusammen mit ihrem Mann mit dem Transport Cl von Mladá Boleslav ins Ghetto Theresienstadt deportiert (ihre Gefangenennummer auf diesem Transport war die 252). Am 20. Januar wurde sie, wiederum mit ihrem Mann, mit dem Transport Cq, Zug DA 101 in das KZ Auschwitz-Birkenau deportiert (ihre Nummer auf dem Transport war die 680). Olga Neumannová wurde in Auschwitz ermordet. |
|              | HIER WOHNTE ARNOŠT OPLATKA GEB. 1883 DEPORTIERT 1943 NACH THERESIENSTADT ERMORDET IN AUSCHWITZ                  | Kpt. Jaroše 236                  | Arnošt Oplatka wurde am 18. März 1883 geboren. Er wurde am 13. Januar 1943 mit dem Transport Cl von Mladá Boleslav ins Ghetto Theresienstadt deportiert (seine Nummer auf dem Transport war die 222). Am 6. September 1943 wurde er von hier mit dem Transport Dm in das KZ Auschwitz-Birkenau deportiert (seine Nummer auf diesem Transport war die 3726). Arnošt Oplatka wurde in Auschwitz ermordet. |
|              | HIER WOHNTE KARLA PICKOVÁ GEB. 1869 DEPORTIERT 1943 NACH THERESIENSTADT ERMORDET IN AUSCHWITZ                   | Berty Pirunčíkové, ca vor Nr. 29 | |
|              | HIER WOHNTE BERTA PIRUNČÍKOVÁ GEB. 1881 DEPORTIERT 1943 NACH THERESIENSTADT ERMORDET IN AUSCHWITZ               | Berty Pirunčíkové, ca vor Nr. 29 | Berta Pirunčíková, geb. Picková, wurde am 15. Februar 1881 geboren. Sie hatte eine Schwester namens Kateřina Picková (Katarina Pick). Die zwei Schwestern wurden am 13. Januar 1943 mit dem Transport Cl von Mladá Boleslav ins Ghetto Theresienstadt deportiert. Ihre Transportnummern waren 286 und 287. Am 20. Januar 1943 wurde sie von dort in das KZ Auschwitz-Birkenau deportiert. Ihre Nummer auf diesem Transport war die 1176. Berta Pirunčíková wurde in Auschwitz ermordet. Ihre Schwester Kateřina starb am 21. Januar 1943 in Theresienstadt. Die von Dr. Max Bergmann unterzeichnete Todesfallanzeige vom 21. Januar 1943 gibt als Todesursache „Herzmuskelentartung“ an.                                                                                    |
|              | HIER WOHNTE OTTO POLLAK GEB. 1882 DEPORTIERT 1943 NACH THERESIENSTADT ERMORDET IN AUSCHWITZ                     | V Lesíčkách 206                  | Otto Pollak wurde am 1. März 1882 geboren. Er wurde am 13. Januar 1943 mit dem Transport Cl von Mladá Boleslav ins Ghetto Theresienstadt deportiert (seine Nummer auf dem Transport war die 267). Am 20. Januar 1943 wurde er von dort mit dem Transport Cq (seine Nummer auf dem Transport war die 1976) in das KZ Auschwitz-Birkenau deportiert. Otto Pollack wurde in Auschwitz ermordet. |
|              | HIER WOHNTE HELENA POLLAKOVÁ GEB. 1890 DEPORTIERT 1943 NACH THERESIENSTADT ERMORDET IN AUSCHWITZ                | V Lesíčkách 206                  | Helena Pollaková wurde am 19. September 1890 geboren. Sie wurde am 13. Januar 1943 mit dem Transport Cl von Mladá Boleslav ins Ghetto Theresienstadt deportiert (ihre Nummer auf dem Transport war die 268). Am 20. Januar 1943 wurde sie von dort mit dem Transport Cq (ihre Nummer auf dem Transport war die 1977) in das KZ Auschwitz-Birkenau deportiert. Helena Pollaková wurde in Auschwitz ermordet. |
|              | HIER WOHNTE VILÉM STEIN GEB. 1867 DEPORTIERT 1943 NACH THERESIENSTADT ERMORDET IN AUSCHWITZ                     | Nádražní 103                     | Vilém Stein wurde am 28. Oktober 1867 geboren. Er war verheiratet mit Elsa. Das Paar hatte zwei Töchter: Hana (geboren 1919) und Vera (geboren 1927). Er wurde am 13. Januar 1943 zusammen mit seiner Frau und seinen Töchtern mit dem Transport Cl von Mladá Boleslav ins Ghetto Theresienstadt deportiert (seine Nummer auf dem Transport war die 282). Am 15. Dezember 1943 wurde er von dort zusammen mit seiner Frau mit dem Transport Dr (seine Nummer auf dem Transport war die 2129) in das KZ Auschwitz-Birkenau deportiert und dort ermordet. |
|              | HIER WOHNTE ELSA STEINOVÁ GEB. 1886 DEPORTIERT 1943 NACH THERESIENSTADT ERMORDET IN AUSCHWITZ                   | Nádražní 103                     | Elsa Steinová (auch Elizabeta Steinova bzw. Alzbeta) wurde am 2. Oktober 1886 geboren. Sie war verheiratet mit Vilém Stein. das Paar hatte zwei Töchter: Hana (geboren 1919) und Vera (geboren 1927). sie wurde am 13. Januar 1943 zusammen mit ihrem Mann und ihren Töchtern mit dem Transport Cl von Mladá Boleslav ins Ghetto Theresienstadt deportiert (ihre Nummer auf dem Transport war die 283). Am 15. Dezember 1943 wurde sie von dort zusammen mit ihrem Mann mit dem Transport Dr (ihre Nummer auf dem Transport war die 2114) nach Auschwitz deportiert und dort ermordet. |
|              | HIER WOHNTE HANA STEINOVÁ GEB. 1919 DEPORTIERT 1943 NACH THERESIENSTADT ERMORDET IN AUSCHWITZ                   | Nádražní 103                     | Hana Steinová wurde am 14. April 1919 geboren. Ihre Eltern waren Vilém Stein und Elsa Steinová. Am 13. Januar 1943 wurde sie zusammen mit ihren Eltern und ihrer jüngeren Schwester Věra mit dem Transport Cl (ihre Nummer auf dem Transport war die 284) von Mladá Boleslav ins Ghetto Theresienstadt deportiert. Von hier wurde sie am 20. Januar 1943 mit dem Transport Cq (ihre Nummer auf dem Transport war die 544) in das KZ Auschwitz-Birkenau deportiert. Hana Steinová wurde in Auschwitz ermordet. Ihre Eltern und ihre Schwester wurden einige Monate nach ihr nach Auschwitz deportiert und haben ebenfalls nicht überlebt. |
|              | HIER WOHNTE VĚRA STEINOVÁ GEB. 1927 DEPORTIERT 1943 NACH THERESIENSTADT ERMORDET IN AUSCHWITZ                   | Nádražní 103                     | Věra Steinová wurde am 11. April 1927 geboren. Ihre Eltern waren Vilém Stein und Elsa Steinová. Am 13. Januar 1943 wurde sie zusammen mit ihren Eltern und ihrer Schwester mit dem Transport Cl (ihre Nummer auf dem Transport war die 285) von Mladá Boleslav ins Ghetto Theresienstadt deportiert. Von hier wurde sie am 6. September 1943 mit dem Transport Dm (ihre Nummer auf dem Transport war die 3731) in das KZ Auschwitz-Birkenau deportiert. Věra Steinová wurde in Auschwitz ermordet. Ihre ältere Schwester Hana wurde bereits im Januar 1943 nach Auschwitz deportiert, ihre Eltern im Dezember 1943. Die Familie wurde im Rahmen der Shoah ermordet. |

## Verlegedaten
Die Stolpersteine in Neratovice wurden alle im Jahr 2010 zu verschiedenen Zeitpunkten verlegt. Mit dem ersten verlegten Stein wurde Bedřich Klemperer gedacht.